# Rutaca Airlines

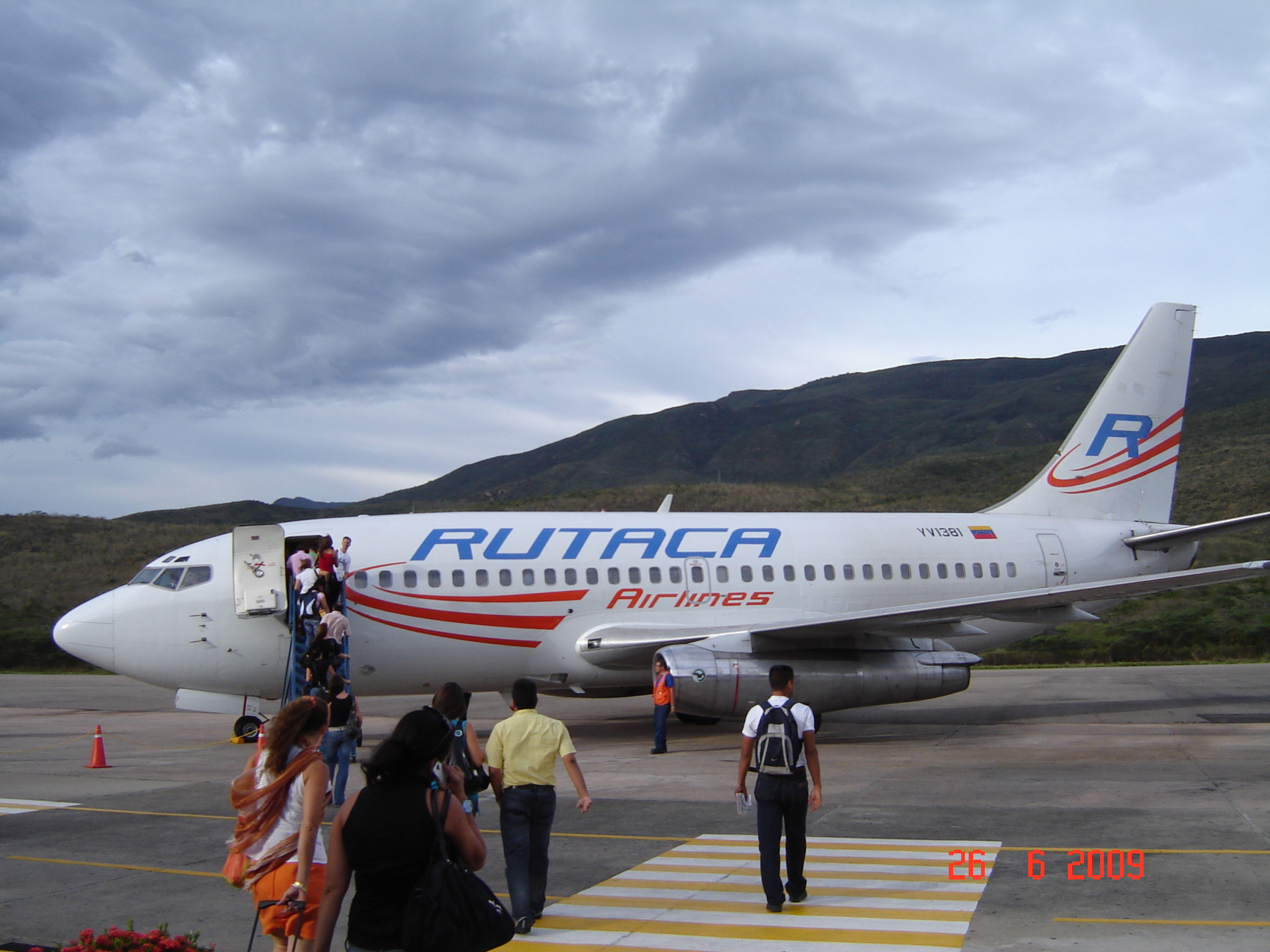
Rutaca Boeing 737 estacionado en el Aeropuerto Internacional Juan Vicente Gómez de San Antonio del Tachira en 2009.

Rutaca (Rutas Aéreas C.A.) es una aerolínea privada venezolana, pionera en la exploración y vuelos sobre el Macizo Guayanés y las áreas selváticas de Venezuela, fundada en 1974, con base en el Aeropuerto Nacional Tomás de Heres de Ciudad Bolívar.

## Historia
En un principio sólo operó en el área oriental de Venezuela, continuó expandiéndose hasta lograr destinos en toda Venezuela y algunos internacionales en el Mar Caribe. Rutaca tuvo un contrato con la Selección Venezolana de Fútbol y uno de sus aviones estaba decorado alegóricamente con el color que la identificaba. 
Actualmente la aerolínea se encuentra en procesos de cambios. Ha incorporado aviones Boeing 737-300 como parte del proceso de renovación de la flota a raíz de los comunicados realizados por el INAC, por los que todas las aerolíneas del país deberían sustituir la actual flota aérea que en su mayoría promedia los 30 años de edad. Actualmente reinició operaciones el 11 de septiembre de 2017.

## Flota
La flota está compuesta por las siguientes aeronaves:

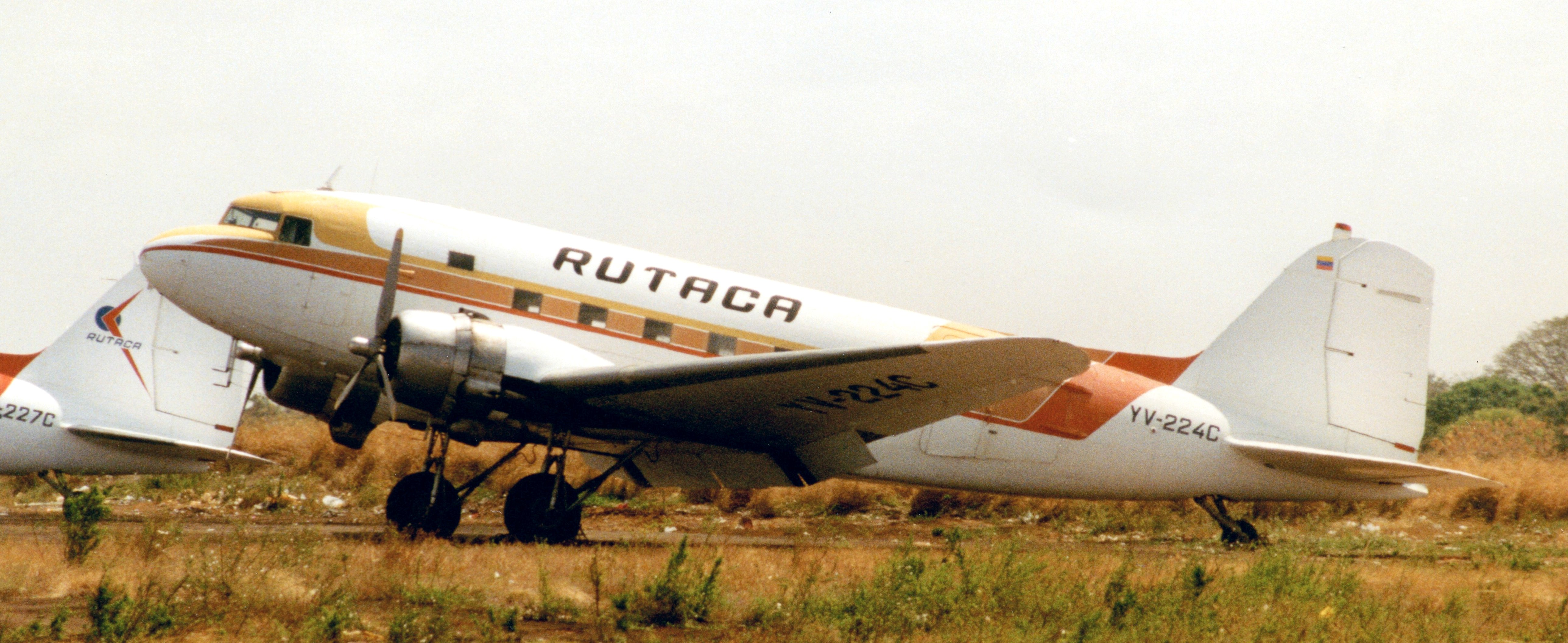
Douglas DC-3 (YV-224C) de Rutaca Airlines en el Aeropuerto Internacional de Maiquetía Simón Bolívar (1994). Este avión terminaría estrellandose como el Vuelo 225 de Rutaca.

| Aeronaves               | Activos | Estacionados | Pedidos | Pasajeros                                          | Pasajeros                                          | Pasajeros                                          | Matrículas                                         | Antigüedad                                         | Notas                                              |
| Aeronaves               | Activos | Estacionados | Pedidos | C                                                  | Y                                                  | Total                                              | Matrículas                                         | Antigüedad                                         | Notas                                              |
| ----------------------- | ------- | ------------ | ------- | -------------------------------------------------- | -------------------------------------------------- | -------------------------------------------------- | -------------------------------------------------- | -------------------------------------------------- | -------------------------------------------------- |
| Boeing 737-300          | 2       | 1            | —       | —                                                  | 148                                                | 148                                                | YV655T                                             | 34,1 años                                          |                                                    |
| Boeing 737-300          | 2       | 1            | —       | 12                                                 | 112                                                | 124                                                | YV3063                                             | 30,4 años                                          | "La Vinotinto Livery"                              |
| Boeing 737-300          | 2       | 1            | —       | —                                                  | 143                                                | 143                                                | YV645T                                             | 29,1 años                                          | Estacionado en CBL                                 |
| McDonell Douglas MD-82  | 1       | —            | 1       | —                                                  | 164                                                | 164                                                | YV664T                                             | 32,2 años                                          |                                                    |
| McDonell Douglas MD-82  | 1       | —            | 1       | —                                                  | 164                                                | 164                                                | YV663T                                             | 32 años                                            |                                                    |
| McDonnell Douglas MD-83 | 1       | 1            | —       | —                                                  | 166                                                | 166                                                | YV646T                                             | 35,7 años                                          | Estacionado en MAR                                 |
| McDonnell Douglas MD-83 | 1       | 1            | —       | —                                                  | 166                                                | 166                                                | YV647T                                             | 33,2 años                                          |                                                    |
| McDonnell Douglas MD-88 | 1       | —            | —       | —                                                  | 166                                                | 166                                                | YV648T                                             | 35,8 años                                          |                                                    |
| Total                   | 5       | 2            | 1       | Edad media de la flota (abril de 2025): 32,8 años. | Edad media de la flota (abril de 2025): 32,8 años. | Edad media de la flota (abril de 2025): 32,8 años. | Edad media de la flota (abril de 2025): 32,8 años. | Edad media de la flota (abril de 2025): 32,8 años. | Edad media de la flota (abril de 2025): 32,8 años. |

## Antigua flota

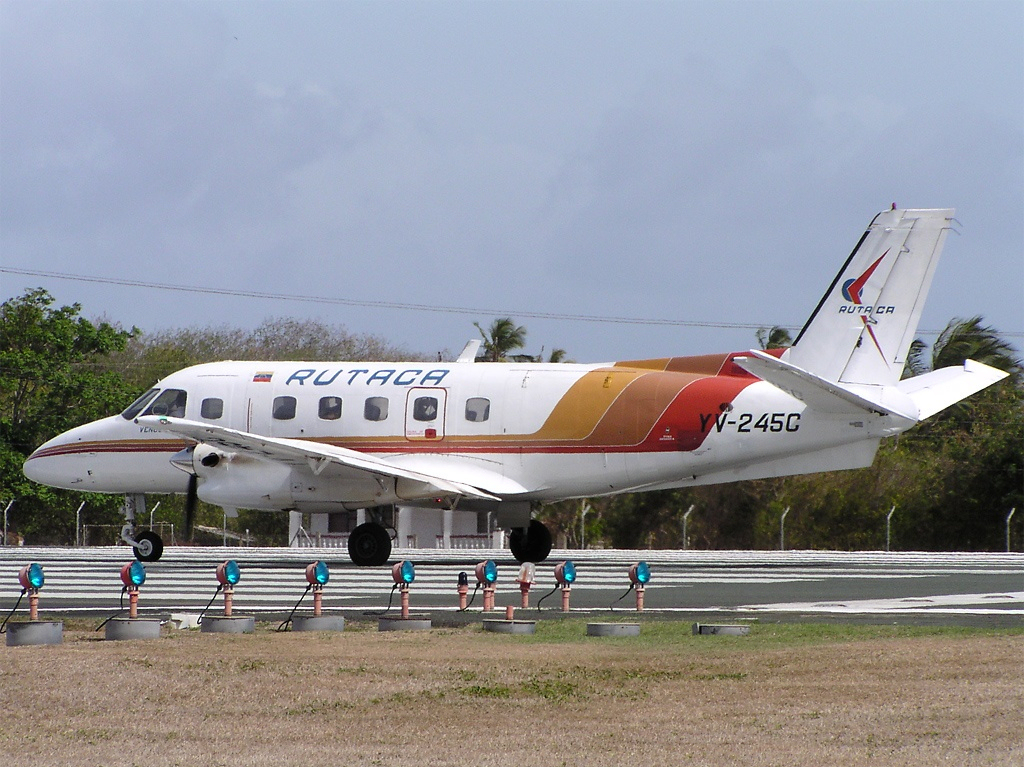
Embraer EMB 110 Bandeirante (YV-245C) en el Aeropuerto Internacional de Piarco de Trinidad y Tobago (2003)

| Aeronaves                        | Total | Introducido | Retirado | Matrículas                                                                             |
| -------------------------------- | ----- | ----------- | -------- | -------------------------------------------------------------------------------------- |
| Antonov An-2                     | 7     | 1998        | 2014     | YV-220C, YV-205C (re-reg. YV1944), YV-227C, YV1940, YV-206C, YV-207C y YV-549C         |
| Beechcraft Modelo 18             | 1     | 1977        | 1982     | YV-213C                                                                                |
| Boeing 737-200                   | 8     | 2005        | 2024     | YV1381, YV162T, YV169T, YV170T, YV369T, YV379T, YV380T, YV390T y YV397T                |
| Boeing 737-800                   | 1     | 2017        | 2018     | N917XA                                                                                 |
| Britten-Norman Islander          | 1     | 1974        | 1987     | YV-230C                                                                                |
| Cessna 207                       | 1     | 1986        | 2004     | YV-217C                                                                                |
| Cessna 208 Grand Caravan         | 4     | 1996        | 2012     | YV-791C (re-reg. YV1950), YV-794C (re-reg. YV1979), YV-792C (re-reg. YV1670) y YV-790C |
| Convair CV-240                   | 2     | 1977        | 1986     | YV-224C y YV-223C                                                                      |
| De Havilland Canada DHC-2 Beaver | 2     | 1974        | 1999     | YV-C-HRI y YV-206C (re-reg. YV-230C)                                                   |
| Douglas DC-3/C-47                | 9     | 1976        | 2001     | YV-214C, YV-225C, YV-222C, YV-216C, YV-227C, YV-224C, YV-226C, YV-215C y YV-218C       |
| Douglas DC-6                     | 2     | 1960        | 1961     | HK-535 y HK-523                                                                        |
| Embraer EMB 110 Bandeirante      | 6     | 1991        | 2006     | YV-247C, YV-245C, YV-246C, YV-248C, YV-249C y YV-787C                                  |

## Destinos
| Países                         | Destinos                         | Aeropuertos                                              | Desde                                        |
| ------------------------------ | -------------------------------- | -------------------------------------------------------- | -------------------------------------------- |
| Cuba                           | La Habana                        | Aeropuerto Internacional José Marti                      | Valencia                                     |
| Trinidad y Tobago              | Puerto España                    | Aeropuerto Internacional de Piarco                       | Porlamar                                     |
| Venezuela                      | Caracas, Distrito Capital        | Aeropuerto Internacional de Maiquetía Simón Bolívar      | HUB                                          |
| Venezuela                      | Barcelona, Anzoátegui            | Aeropuerto Internacional General José Antonio Anzoátegui | Caracas, Valencia                            |
| Venezuela                      | Barquisimeto, Lara               | Aeropuerto Internacional Jacinto Lara                    | Caracas, San Antonio del Táchira             |
| Venezuela                      | Ciudad Guayana, Bolívar          | Aeropuerto Internacional Manuel Piar                     | Caracas                                      |
| Venezuela                      | Coro, Falcón                     | Aeropuerto José Leonardo Chirinos                        | Caracas                                      |
| Venezuela                      | Cumaná, Sucre                    | Aeropuerto Internacional Antonio José de Sucre           | Caracas (Inicia 31 de agosto de 2025)        |
| Venezuela                      | Las Piedras, Falcón              | Aeropuerto Internacional Josefa Camejo                   | Caracas                                      |
| Venezuela                      | Maracaibo, Zulia                 | Aeropuerto Internacional de La Chinita                   | Caracas                                      |
| Venezuela                      | Maturín, Monagas                 | Aeropuerto Internacional José Tadeo Monagas              | Caracas                                      |
| Venezuela                      | Porlamar, Nueva Esparta          | Aeropuerto Internacional del Caribe Santiago Mariño      | Caracas, Valencia                            |
| Venezuela                      | San Antonio del Tachira, Táchira | Aeropuerto Internacional Juan Vicente Gómez              | Barquisimeto, Caracas, Valencia              |
| Venezuela                      | San Cristóbal, Táchira           | Aeropuerto Internacional de Santo Domingo                | Caracas                                      |
| Venezuela                      | Valencia, Carabobo               | Aeropuerto Internacional Arturo Michelena                | Barcelona, Porlamar, San Antonio del Táchira |
| Total: 15 destinos en 3 países |                                  |                                                          |                                              |

### Antiguos destinos
| Países               | Destinos         | Aeropuertos                            |
| -------------------- | ---------------- | -------------------------------------- |
| Aruba                | Oranjestad       | Aeropuerto Internacional Reina Beatriz |
| Curazao              | Willemstad       | Aeropuerto Internacional Hato          |
| República Dominicana | La Romana        | Aeropuerto Internacional de La Romana  |
| México               | Cancún           | Aeropuerto Internacional de Cancún     |
| Panamá               | Ciudad de Panamá | Aeropuerto Internacional de Tocumen    |
| Venezuela            | El Vigía         | Aeropuerto Juan Pablo Pérez Alfonzo    |

## Accidentes e incidentes menores
- El 14 de febrero de 2018: un Boeing 737-200, siglas YV380T, luego de despegar del Aeropuerto Internacional Manuel Piar de Ciudad Guayana presentó falla en uno de los motores, obligándole a realizar aterrizaje de emergencia en el Aeropuerto Internacional General José Antonio Anzoátegui de Barcelona (Venezuela).

- El 20 de diciembre de 2017: un Boeing 737-200 a los 5 minutos de despegar del Aeropuerto Internacional José Antonio Anzoátegui empezó a descender y a tambalearse, presentando fallas eléctricas, obligandoles a retornar. Después de una inspección de las autoridades, se confirma que el vuelo estaba en buenas condiciones y pudo llegar al Aeropuerto Internacional de Maiquetía Simón Bolívar sin ningún otro inconveniente.

- El 27 de enero de 2017: un Boeing 737-200, siglas YV390T, luego de despegar del Aeropuerto Internacional Manuel Piar de Puerto Ordaz presentó falla en uno de los motores, obligándole a retornar al aeropuerto.

- El 18 de mayo de 2013: un Boeing 737-200 apenas del despegue sufrió una falla en el aire acondicionado, luego de eso se llenó de humo la cabina de pasajeros. Afortunadamente el vuelo que salía desde Porlamar hacia Maiquetía llegó bien sin sufrir inconvenientes mayores.

- El 11 de septiembre de 2011: un Boeing 737-200 marcado con las siglas YV169T, abortó despegue por recalentamiento de uno de sus motores en el Aeropuerto Nacional Tomas de Heres de Ciudad Bolívar.[5]

- El 5 de septiembre de 2011: un Boeing 737-200 tuvo que abortar el despegue en el Aeropuerto Internacional José Tadeo Monagas de Maturín porque uno de sus cauchos se había pinchado. El avión provenía del Aeropuerto Internacional de Maiquetía Simón Bolívar de Caracas y se dirigía al Aeropuerto Nacional Tomas de Heres en Ciudad Bolívar haciendo escala en Maturín.

- El 27 de julio de 2010: un Boeing 737-200, con matrícula YV169T, realizó un aterrizaje de emergencia en el Aeropuerto Internacional Manuel Piar de Puerto Ordaz después de presentar fallas en el motor número uno.

- El 15 de febrero de 2009: un Cessna 208B, con matrícula YV1950, se salió de la pista del Aeropuerto de Guasdualito después de un vuelo nacional desde San Fernando de Apure. El avión sufrió daños en la hélice y parte inferior del fuselaje.[6]

- El 16 de octubre de 2008: un Boeing 737-200 YV162T se salió de la pista 28 del Aeropuerto Internacional de Maiquetía Simón Bolívar aproximadamente a las 3:30 p. m.. El incidente ocurrió cuando la aeronave realizaba el frenado luego de su aterrizaje. El vuelo procedía de San Antonio con 44 personas a bordo. Afortunadamente no se reportaron muertos ni heridos.

- El 25 de enero de 2001: un DC 3, matrícula YV-224C, con 24 pasajeros a bordo, cayó sobre una casa en el Estado Bolívar. Sus 24 pasajeros murieron, y dejando un muerto en tierra y un herido.

- El 5 de junio de 1987: un Britten-Norman Islander, matrícula YV-230C se desarma en vuelo sobre la zona de Upata, Estado Bolívar. Sus 10 ocupantes fallecieron.